# Butterfly House
Butterfly House è il sesto album in studio del gruppo musicale indie rock inglese The Coral, pubblicato nel 2010.

## Tracce
Edizione standard
1. More than a Lover – 3:07
2. Roving Jewel – 3:17
3. Walking in the Winter – 3:08
4. Sandhills – 3:41
5. Butterfly House – 3:21
6. Green Is the Colour – 3:22
7. Falling All Around You – 3:25
8. Two Faces – 2:38
9. She's Comin' Around – 3:26
10. 1000 Years – 2:51
11. Coney Island – 3:23
12. North Parade – 6:02

## Formazione
- James Skelly – voce, chitarra
- Lee Southall – chitarra, cori
- Paul Duffy – basso, cori
- Nick Power – tastiere, cori
- Ian Skelly – batteria, cori